# Système éducatif en Norvège
Le système éducatif norvégien fonctionne ainsi : chaque élève doit être scolarisé de 6 à 16 ans, soit pour une durée de 10 ans. 
1. Le jardin d'enfants n'est pas obligatoire, mais les communes sont tenues d'offrir des places à tout enfant de plus d'un an dont les parents le demandent.
2. L'école primaire (barneskole) dure 7 ans, de 6 à 13 ans.
3. L'école secondaire (ungdomskole) dure 3 ans, de 13 à 16 ans.

Après l'âge de 16 ans, on peut suivre l'enseignement dans un lycée (videregående skole) qui dure 2 ou 3 ans. Les élèves ont le choix entre plusieurs filières.
- Filières donnant accès à l'enseignement supérieur :

- Studiespesialiering : filières générales (realfag : filière scientifique, språk og samfunnsfag : langues et sciences sociales)
- Musikk, dans og drama : filière théâtre, musique et danse
- Idrettsfag : filière sport
- Filières professionnelles durant deux ans et ne donnant pas accès à l'enseignement supérieur :

- Bygg- og anleggsteknikk : filière bâtiment
- Design og håndverk : filière désign et travaux manuels
- Elektrofag : filière électricien
- Helse- og sosialfag : filière sanitaire et social
- Medier og kommunikasjon  : filière médias
- Naturbruk : filière secteur primaire (agriculture, etc.)
- Restaurant- og matfag : filière métiers de l'alimentation
- Service og samferdsel : filière services et communication
- Teknikk og industriell produksjon (TIP) : filière technique et production industrielle
Il est possible de suivre une année supplémentaire après le diplôme d'une filière professionnelle. Cette année supplémentaire donne accès à l'enseignement supérieur.

## Liste d'universités
- Université d'Oslo, créée en 1811
- Université de Bergen
- Université de Stavanger
- Université de Tromsø
- Université norvégienne de sciences et de technologie (NTNU)
- Université norvégienne pour les sciences de la vie (MBU)
- Université du Adger
- Université du Nordland